# 蕭子罕
蕭 子罕（しょう しかん、建元元年（479年）- 建武2年6月25日（495年8月1日））は、南朝斉の皇族。南海王。武帝蕭賾の十一男。字は雲華。

## 経歴
蕭賾と楽容華のあいだの子として生まれた。母の楽氏が病床に伏せったとき、子罕は昼夜祈祷して快癒を願ったため、その孝行ぶりで知られた。永明元年（483年）1月、南海王に封じられた。永明6年（488年）、北中郎将・南琅邪彭城二郡太守となった。南琅邪郡の郡治を金城から白下に移転すると、子罕は白下の城に駐屯した。永明10年（492年）1月、持節・都督南兗兗徐青冀五州諸軍事・征虜将軍・南兗州刺史となった。永明11年（493年）、蕭昭業が即位すると、子罕は後将軍に進んだ。隆昌元年（494年）、散騎常侍・右衛将軍に転じた。同年（建武元年）、護軍将軍に転じた。
建武2年6月壬戌（495年8月1日）、明帝の命により兄弟の西陽王蕭子明・邵陵王蕭子貞とともに殺害された。享年は17。

## 伝記資料
- 『南斉書』巻40 列伝第21
- 『南史』巻44 列伝第34